# Sunshine Stars FC
Der Sunshine Stars Football Club ist ein 1995 gegründeter nigerianischer Fußballverein aus Akure, der aktuell in der ersten Liga, der Nigeria Professional Football League, spielt.
Der Verein ist auch unter den Nicknames The Owena Waves oder Akure Gunners bekannt.

## Erfolge
- National Division One: 2001, 2007

## Stadion
Der Verein trägt seine Heimspiele im Akure Township Stadium in Akure aus. Das Stadion hat ein Fassungsvermögen von 3000 Personen.
Koordinaten: 7° 15′ 31″ N, 5° 11′ 23″ O

## Saisonplatzierung
| Saison  | Liga                                 | Level | Platz      | Nigerian FA Cup | Nigeria Super Cup | Nigeria Super Four |
| ------- | ------------------------------------ | ----- | ---------- | --------------- | ----------------- | ------------------ |
| 2013    | Nigeria Professional Football League | 1     | 12.        |                 |                   |                    |
| 2014    | Nigeria Professional Football League | 1     | 11.        |                 |                   |                    |
| 2015    | Nigeria Professional Football League | 1     | 5.         |                 |                   |                    |
| 2016    | Nigeria Professional Football League | 1     | 6.         |                 |                   |                    |
| 2017    | Nigeria Professional Football League | 1     | 10.        |                 |                   |                    |
| 2018    | Nigeria Professional Football League | 1     | 18.        |                 |                   |                    |
| 2019    | Nigeria Professional Football League | 1     | 8. (Gr. A) |                 |                   |                    |
| 2019/20 | Nigeria Professional Football League | 1     | 10.        |                 |                   |                    |
| 2020/21 | Nigeria Professional Football League | 1     | 16.        |                 |                   |                    |

1. ↑  Die Saison wurde nach dem 25. Spieltag abgebrochen.

## Trainerchronik
| Trainer         | Nation                         | von              | bis              |
| --------------- | ------------------------------ | ---------------- | ---------------- |
| Rodolfo Zapata  | Argentinien Vereinigte Staaten | 1. Januar 2010   | 30. Juni 2011    |
| Fatai Amoo      | Nigeria                        | 5. Juni 2013     | 26. Oktober 2013 |
| Kabiru Dogo     | Nigeria                        | 30. Oktober 2018 | unbekannt        |
| Gbenga Ogunbote | Nigeria                        | unbekannt        |                  |